# Safe and Sound
Safe and Sound is een nummer van het Amerikaanse muziekduo Capital Cities uit 2013. Het is de eerste single van hun debuutalbum In a Tidal Wave of Mystery.
Het vrolijke dansbare nummer werd vooral in Noord-Amerika en Europa een heel grote hit. In de Amerikaanse Billboard Hot 100 haalde het de 8e positie en in Duitsland werd het een regelrechte nummer 1-hit. In het Nederlandse taalgebied was Safe and Sound echter minder succesvol dan in andere Europese landen. In de Nederlandse Top 40 haalde het nummer een bescheiden 29e positie, en in de Vlaamse Ultratop 50 kwam het een plekje hoger.